# 劉航琛
劉 航琛（りゅう こうちん）は、中華民国の政治家・財務官僚。当初は四川軍（川軍）で財務官僚を務め、後に国民政府でも要職に就いた。名は宝遠だが、字の航琛で知られる。

## 事跡
瀘州学堂を経て1916年（民国5年）、国立北京大学理工科に入学した。1919年（民国8年）、法科経済系に転じ、1923年（民国12年）に卒業している。同年秋に帰郷し、瀘県県立中学校長となった。
1926年（民国15年）9月、重慶衛戍司令王陵基の招聘に応じ、部隊の顧問に任ぜられる。同年12月、国民革命軍第3師政治部主任となった。翌年、重慶銅元局事務所所長となり、後に第21軍財政処処長にまで昇進している。1928年（民国17年）、第24軍・第21軍両軍財務統籌処副処長となり、翌1929年（民国18年）5月、四川善後督弁公署財政処処長に起用された。1930年（民国19年）、第21軍総金庫収支官となる。
1934年（民国23年）12月、四川省政府財政庁庁長となり、翌年2月、四川省銀行総経理を兼任した。その後、四川省内の各種企業・銀行を統轄し、日中戦争（抗日戦争）期において四川省の電力・セメントなど各種実業振興に取り組んでいる。1941年（民国30年）、国民政府糧食部川東南督糧特派員に任ぜられ、翌年4月、糧食部政務次長に昇進した。
戦後の1946年（民国35年）5月、劉航琛は糧食部政務次長を辞任し、翌年5月、全国経済員会委員に転じた。1948年（民国37年）1月、立法院立法委員に当選する。1949年（民国38年）6月、経済部部長に昇進した。国共内戦で中国国民党が敗退すると、劉も香港経由で台湾に逃れ、1950年（民国39年）1月、経済部長を辞任している。
1975年（民国64年）9月28日、台北市にて病没。享年80。